# 브워슈초바군

시비엥토크시스키에주 지도에 표시된 브워슈초바군의 위치

브워슈초바군(폴란드어: powiat włoszczowski)은 폴란드 시비엥토크시스키에주에 위치한 군으로 군청 소재지는 브워슈초바이며 면적은 906.38km2, 인구는 45,137명(2019년 기준), 인구 밀도는 50명/km2이다.
북동쪽으로는 콘스키에군, 동쪽으로는 키엘체군, 남동쪽으로는 옝제유프군, 남서쪽으로는 실롱스크주 자비에르치에군, 서쪽으로는 실롱스크주 쳉스토호바군, 우치주 라돔스코군과 접한다. 6개 지방 자치체(1개 도시형 농촌, 5개 농촌)를 관할한다.

군기
군 문장